# Capela de Nossa Senhora da Saúde (Covas do Barroso)
A Capela de Nossa Senhora da Saúde, datada de 1692, situa-se no centro da freguesia de Covas do Barroso, Boticas.
Nesta capela estão sepultados os corpos dos Morgados de Covas do Barroso. Este templo pertenceu à família Silva, sendo, na época, de tamanho reduzido. Tinha no seu interior a imagem de Nossa Senhora da Piedade. Entretanto, essa família ofereceu a Capela ao povo da freguesia que procedeu a um trabalho de ampliação da mesma. Uma lenda afirma que houve uma febre na aldeia que estava a provocar a morte a muitos jovens. Nessa situação a população decidiu prometer à Senhora da Saúde que, se esta curasse os doentes, os habitantes comprariam a sua imagem, colocá-la-iam na Capela e celebrariam uma festa em sua honra todos os anos. Essa festa era organizada pelos bairros da Mó de Baixo e da Mó de Cima.
Todos os anos, no primeiro Domingo de Junho, realiza-se essa festa em honra da Nossa Senhora da Saúde. Na sequência da cerimónia religiosa saem em procissão, pelo centro da povoação, em direcção da Igreja de Santa Maria (Covas do Barroso) (na outra extremidades da aldeia) que circundam, diversos andores acompanhados pela população e retornam. Na noite anterior também saí dessa capela uma procissão de velas.